# Rézvirág
A rézvirág (Zinnia elegans) a fészkesvirágzatúak (Asterales) rendjébe, ezen belül az őszirózsafélék (Asteraceae) családjába tartozó faj. Egyéb nevei: legényvirág vagy legényrózsa.

## Előfordulása
A rézvirág eredeti előfordulási területe Mexikó déli része. Manapság világszerte közkedvelt kerti virág. Sok helyre betelepítették; emiatt a következő térségekben és országokban vadállományai is találhatók: Dél- és Közép-Amerika, a Karib-térség, az Amerikai Egyesült Államok, Ausztrália és Olaszország.
Több száz termesztett változata és hibridje létezik; ezek fajták a legismertebbek és leggyakoribbak: 'Magellan', 'Envy Double', 'Fireworks', 'Purple Prince', 'Blue Point Purple', 'Profusion Cherry', 'Profusion Orange', 'Star Gold', 'Star Orange', továbbá a fehér változatok, mint a 'Crystal White', 'Purity' és 'Profusion White'.

## Megjelenése
Egyéves növény, melynek a vadonlevő példányai, legfeljebb 76 centiméter magasra nőnek meg. Egy-egy száron, csak egy virág hajt; ez 5 centiméter átmérőjű is lehet (egyes termesztett fajtánál elérheti a 15 centimétert is). A szirmai különböző színekben tudnak pompázni: zöld, kék, lila, narancs, sárga, piros, rózsaszín vagy fehér. De a fehér elég ritka, hisz ez a virág híres pompás színeiről. A lándzsás levelei a virággal szemben átellenesen ülnek. Tavasz és ősz között virágzik.

## Életmódja
Könnyen termeszthető kerti virág. A napsütötte, szárazabb vályogtalajokat kedveli. A szárazabb, fagymentes éghajlatokon nő a legszívesebben. Sokan szárazság tűrők, míg egyesek házban is tarthatók.

### Fordítás
- Ez a szócikk részben vagy egészben  a   Zinnia elegans című angol Wikipédia-szócikk ezen változatának fordításán alapul.  Az eredeti cikk szerkesztőit annak laptörténete sorolja fel. Ez a jelzés csupán a megfogalmazás eredetét és a szerzői jogokat jelzi, nem szolgál a cikkben szereplő információk forrásmegjelöléseként.